# Red Mesa
Red Mesa ist ein Census-designated place im Apache County im US-Bundesstaat Arizona. Das U.S. Census Bureau hat bei der Volkszählung 2020 eine Einwohnerzahl von 354 ermittelt. 
Der Ort liegt in der Nähe der Four Corners. 
Red Mesa hat eine Fläche von 32,9 km². Die Bevölkerungsdichte beträgt 11 Einwohnern je km². Das Dorf liegt 1638 Meter hoch und befindet sich am U.S. Highway 160.